# Jeanette Grant-Woodham
Pour les articles homonymes, voir Woodham.
Jeanette Rose Grant-Woodham, née le 13 juillet 1938 à Ocho Rios et morte le 7 septembre 2020, est une femme politique jamaïcaine.

## Biographie
Enseignante de profession, titulaire d'une maîtrise en Arts de l'université Howard, elle est la première femme à être nommée principale de la Tivoli Gardens Comprehensive High School, en 1970. En 1980, elle est élue vice-présidente du  Sénat. Elle en devient la présidente en 1984. En 1986, elle est nommée ministre du Commerce international et de l'Industrie. En 1987 et en 1988, elle prononce le discours de son pays à l'Assemblée générale des Nations-Unies.
Après avoir quitté la présidence du Sénat en 1989, elle devient Directrice exécutive de l'Institut jamaïcain de management en 1993. Elle occupe par la suite différents postes de responsabilité dans des institutions d'enseignement supérieur, notamment à l'Université des Indes occidentales et à l'Université de technologie de la Jamaïque.
Elle s'est également investie dans plusieurs organismes faisant la promotion de la démocratie et des droits des femmes dans les Caraïbes.